# Montaña Rey
Montaña Rey is een plaats in Curaçao. Het bevindt zich ten oosten van Willemstad.

## Geschiedenis
Montaña was oorspronkelijk een dorpje in een dunbevolkt gebied waar zich veel plantages bevonden. Rond 1840 werd het dorp gesticht door de missionaris Martinus Niewindt om godsdienst en onderwijs te brengen aan de slavenbevolking, en behoorde tot de parochie Santa Rosa. In 1863 werd de slavernij afgeschaft, en werd Montaña gesplitst in Montaña Rey en Montaña Abou. Het gebied werd verkaveld, en aangewezen als vestigingplaats voor de voormalige slaven, die een verzoek konden indienen voor een stukje grond.
In 1875 werd een fosfaatmijn gesticht op de Tafelberg ten zuiden van Montaña Rey. Een groot deel van de arbeiders vestigden zich in Montaña. In 1900 werd een kerk geopend in Montaña Rey. De komst van Shell naar Curaçao zorgde voor een verdere toename van de bevolking. In de jaren 1970 vond grootschalige woningbouw plaats, en werd Montaña een dichtbevolkte buitenwijk van Willemstad.

## Overzicht
Montaña Rey kent een bevolkingsafname en een vergrijzing. Het wordt voornamelijk bewoond door autochtonen. De inkomens in de plaats liggen beneden het gemiddelde en er is veel armoede, maar de werkloosheid is relatief laag. Ook qua veiligheid scoort de plaats bovengemiddeld. Voorzieningen en winkels zijn in ruime mate aanwezig in Montaña Rey.

## Seminarie Scherpenheuvel
In 1896 werd Plantage Scherpenheuvel gekocht door het aartsbisdom Caracas om een seminarie voor priesters in Venezuela te stichten, omdat de politieke situatie in Venezuela te onrustig was. Het werd in 1898 geopend, maar werd in 1901 weer gesloten, en verlaten. In 1919 werd een weeshuis voor jongens in het gebouw gevestigd.